# Bořejovský vrch
Bořejovský vrch (429 m n. m.) je vrch v okrese Česká Lípa Libereckého kraje, v CHKO Kokořínsko, ležící asi 0,6 km severozápadně od Bořejova, na katastrálním území obce Ždírec.

## Popis vrchu

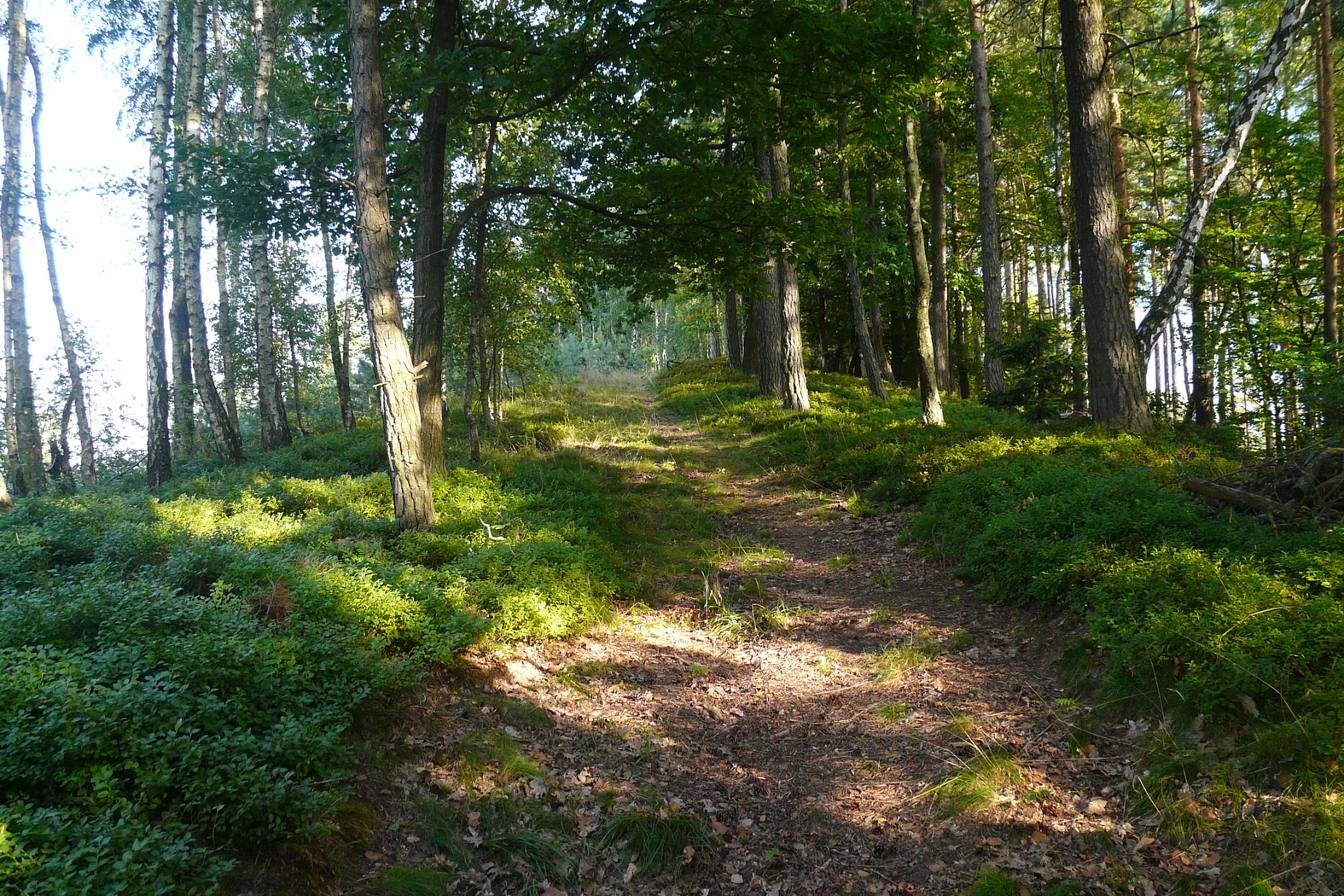
Pěšina po hřebeni Bořejovského vrchu

Je to výrazný protáhlý hřbet směru SZ–JV budovaný křemennými pískovci svrchní křídy. Na vrcholu na povrch vystupují pískovcové skalky, stejně jako místy na svazích. Boky hřbetu tvoří příkré svahy spadající na jihozápadě o 100 metrů níže do Šindelového dolu, do severovýchodních svahů se zařezávají kruhové počátky příčných kaňonků. Vrch je souvisle porostlý převážně jehličnatým lesem. Nad vymýcenými úseky svahů se otevírají dílčí výhledy.

## Geomorfologické zařazení
Vrch náleží do celku Ralská pahorkatina, podcelku Dokeská pahorkatina, okrsku Polomené hory, podokrsku Housecká vrchovina a Beškovské části.

## Přístup
Po jihozápadním svahu hřbetu vede silnice Bořejov–Blatce. U této silnice je možné zanechat automobil a pokračovat po cestě, která v jednom místě stoupá od silnice a vede pak po hřbetnici. Jižně od vrchu, po Smrkovém hřebeni, vede modrá turistická stezka. Bořejovem pak prochází zeleně značená trasa.